# ジョージ・ラーナー
ジョージ・ラーナー（George Edward Larner、1875年2月7日 - 1949年3月4日）は、イギリスのスラウ出身の陸上競技選手。ラーナーは1908年ロンドンオリンピックではじめて実施された競歩に出場。10マイル(16.09km)競歩では1時間15分57秒で金メダルを獲得。銀メダルを獲得したアーネスト・ウェブ、銅メダルを獲得したエドワード・スペンサーとともにイギリスで表彰台を独占した。さらに3500m競歩にも出場し銀メダルのウェブらを抑え、初めて行われた競歩で2冠を達成した。